# Cyamus orcini
Cyamus orcini is een vlokreeftensoort uit de familie van de Cyamidae. De wetenschappelijke naam van de soort is voor het eerst geldig gepubliceerd in 1970 door Leung.